# 史斌
史斌（？—1128年），南宋初年陕西起事领袖。

## 生平
史斌早年是宋江部将，后来随宋江投降宋朝。1127年，金朝灭北宋，七月，他在興州（今陕西省略阳县）反宋，向子宠弃城而逃，史斌称帝。《宋史·曲端传》称他为劇賊，攻四川剑门关未克，撤回兴州。1128年，史斌攻打兴元府（今陕西省汉中市）不胜，回关中，转攻长安（今陕西省西安市）。十一月败于宋将吴玠，在鸣犊镇被吴玠所俘杀。
一说《水浒传》中九纹龙史进的人物原型是史斌。